# Freier Fall
Freier Fall è un film del 2013 diretto da Shephan Lacant.
La pellicola è stata distribuita negli Stati Uniti con il titolo di Free Fall; racconta la storia di un poliziotto, Marc Borgmann, della sua compagna, Bettina Bishoff, e della sua relazione segreta con il suo collega, Kay Engel. 
Le riprese sono iniziate a Ludwigsburg, in Germania, nell'estate del 2012.

## Trama
Marc Borgmann frequenta l'accademia per poter diventare un poliziotto. Durante l’allenamento di corsa ammira lo stile di Kay Engel, anche lui allievo dell’accademia e suo compagno di stanza, ma non ne é all’altezza e rimane sempre indietro. Un giorno, durante le esercitazioni di combattimento, ha uno scontro con lui.  Entrambi vengono richiamati. Dopo il richiamo Marc si scusa con Kay. 
Mentre si allenano insieme nel bosco, Kay inizia a dargli consigli sulla respirazione corretta da tenere durante la corsa. Durante una pausa Kay fa un gioco seducente con la sigaretta cui Marc non si sottrae e, mentre questi ha gli occhi chiusi, gli dà un bacio fugace sulle labbra. Marc sorpreso si ritrae ma non ha reazioni negative. Kay ancora non sa che Marc ha una compagna, Bettina Brishoff, e che sono in attesa del loro  primo bambino. I due si sono trasferiti senza troppa convinzione vicino alla casa dei genitori di lui e insieme a quelli, alla sorella di Bettina, Claudia, e al di lei marito, Frank (che diventerà il capo di Marc), hanno costruito un'armonia familiare che sembra perfetta ma talvolta appare opprimente.
Marc si allena sempre più spesso con Kay. Non è ancora cosciente di essere attratto da lui ma quando nota la sua assenza ai corsi che entrambi stanno frequentando rimane turbato. Kay capisce meglio di Marc di piacergli e alla fine prende l’iniziativa e lo bacia appassionatamente. Marc ricambia ma poi fugge via.  
Marc ha finito il corso ed è assegnato al proprio reparto. Dopo qualche tempo succede che Kay si fa trasferire nello stesso reparto. Marc ne é turbato e dopo uno scontro durante la lezione di judo, Kay ammette che non sia stata una buona idea. Marc ne conviene ma Kay aggiunge: “comunque se vorrai fare qualche corsa nel bosco...”. Entrambi capiscono cosa questo potrebbe significare.   
Durante una partita di bowling  tra Marc, Bettina, Claudia e Frank casualmente arriva Britt, una collega poliziotta, accompagnata da Kay che vede Bettina incinta. Marc, ai bagni, gli dice: “Ora sai”.  
Qualche tempo dopo però è Marc che prende la decisione di incontrare Kay, lo bacia ed ha un rapporto sessuale completo con lui. Continuano a vedersi e, lentamente, alla complicità e al sesso si aggiunge il divertimento e infine la passione e l’amore.  
Kay da a Marc le chiavi della sua casa e i due stanno insieme regolarmente (Bettina crede che Marc sia al lavoro). Kay apre un altro mondo a Marc, fatto di un amore intenso e silenzioso. 
Con la scusa del nascituro in grembo Marc evita di avere rapporti con la moglie e lei comincia a pensare che qualcosa non va. 
Quando Marc diventa padre sente la responsabilità del suo ruolo. Ne nasce un grave conflitto interiore che non sa risolvere e trascura Kay. Kay lo insegue in auto e quando si fermano gli chiede se si renda conto della sua sofferenza nel non ricevere nemmeno dei messaggi. Lo implora di smettere di torturarsi e di ammettere di essere gay ma Marc rifiuta, gli da un pugno e gli dice di lasciarlo in pace.
Marc sta per dire tutto alla moglie ma questa lo interrompe credendo di aver capito che il suo disagio dipenda dal fatto di abitare troppo vicino ai genitori. Marc non insiste.
Kay nel corpo di polizia risulta a tutti il ragazzo di Britt. Però viene trovato in un locale gay durante un controllo programmato da tempo. Il comandante informa tutto il reparto che non saranno tollerati comportamenti discriminatori ma Gregor, un collega omofobo e violento, comincia a fare pesanti apprezzamenti.
Marc torna da Kay e si scopre geloso perché lui ha visto altri uomini. Kay protesta perché Marc pensa solo a se stesso, gli dice che lo ama e che non dorme con nessun altro. Marc credeva di voler troncare, cerca di resistere al proprio amore per Kay ma poi ne viene travolto. 
In caserma Gregor provoca fisicamente Kay che reagisce violentemente. Marc interviene per separarli ma viene colpito senza intenzione. Frank non sanziona Gregor. In ospedale, Inge, la madre di Marc, vede il figlio baciare Kay e ne rimane sconvolta.
Bettina non riesce a spiegarsi il motivo per cui Inge e il marito siano così strani, viene a sapere, come tutti, che Kay è gay ma non lo collega al disagio di Marc. Nel giardino della casa di Marc e Bettina c’é una festa per la nascita del bambino cui partecipa anche la sua collega Britt e Bettina invita il suo “ex” Kay. All’interno, Inge e il marito all’insaputa di tutti ordinano a Kay di lasciare in pace il figlio perché la sua relazione sta mettendo a rischio l'intero nucleo familiare. Kay dice loro di amarlo. Marc li scopre, non apprezza l’intrusione dei genitori ma chiede a Kay di lasciare la festa.  
Bettina intuisce che Marc le sta mentendo e decide, senza ancora dirlo, che il suo rapporto con Marc é finito. Marc decide di lasciare Kay, va a casa sua e vede che è stato malmenato da Gregor. È dispiaciuto ma gli chiede di farsi trasferire e gli restituisce le chiavi.    
Bettina ha saputo da Frank che Marc non era al lavoro quando lei lo credeva e lascia la casa insieme al figlio trasferendosi da Claudia e Franck. Marc la implora di non lasciarlo e spiega di aver avuto una storia con Kay ma la donna non capisce più chi lui sia.   
Bettina decide di tornare a casa ma entrambi vedono che le cose non funzionano più.   
Marc torna da Kay e scopre che la sua casa è vuota. Lo ha perso. È devastato dal dolore. Al lavoro é insultato e provocato da Gregor e capisce, come l’aveva capito Kay, che Gregor é un omosessuale represso è gli chiede se è geloso. Gregor lo colpisce ancora più violentemente ma Marc non reagisce perché spera che il dolore fisico lo aiuti a superare quello affettivo e perché così Gregor sarà finalmente allontanato per i suoi soprusi. Frank allontana Gregor.  
Marc non riuscendo più a convivere con Bettina torna a vivere nel dormitorio della scuola di polizia, nella stessa camera che un tempo aveva condiviso con Kay. 
Il film si chiude come era cominciato, con una corsa sulla pista dell’accademia ma questa volta Marc è il primo del gruppo. Saper correre bene è l’unica cosa che ancora lo può legare a Kay: l'amore della sua vita.

## Colonna sonora
La colonna sonora del film è stato composto da Dürbeck e Dohmen.

### Tracce
1. Wrong Turn - 2:32
2. Smoking Weed - 2:16
3. Under the Shower - 1:34
4. Marc Kissed Kay - 1:27
5. Nightswimming - 3:19
6. Run Away - 1:28
7. Keep Breathing Evenly, Pussy! - 1:39
8. In the Elevator - 2:13
9. The Woods: Love - 2:47
10. The Woods: Running - 2:29
11. At the Doorstep - 2:47
12. Police Operation Aftermath - 2:50
13. Abandonned Apartment - 2:23
14. Under the Shower II - 2:51
15. Heading Home - 1:29
16. Back on the Track (Theme of "Free Fall") - 1:44

## Accoglienza

### Critica
Ha ricevuto buone recensioni dopo la sua anteprima al Festival di Berlino l'8 febbraio 2013 e al Frameline Film Festival negli Stati Uniti il 21 giugno 2013. 